# Skidskytte vid paralympiska vinterspelen 2022
Skidskytte vid de paralympiska vinterspelen 2022 arrangerades den 5, 8 och 11 mars 2022 på Kuyangshu skid- och skidskyttecenter i Zhangjiakou, ca 200 km nordväst om Peking i Kina.
Det tävlades i följande grenar:
- Sprint: 7,5 km (herrar) och 6 km (damer)
- Medeldistans: 12,5 km (herrar) och 10 km (damer)
- Långdistans: 15 km (herrar) och 12,5 km (damer)

Därefter delas idrottarna i varje gren upp i tre klasser: synskadade (med seende ledsagare), sittande och stående.
86 paraidrottare från 14 nationer deltog, varav 50 män och 36 kvinnor. Yngst var 15-åriga Linn Kazmaier och äldst var 52-åriga Alexander Ehler.

## Medaljörer

### Damer
| Gren           | Klass      | Guld                                                    | Guld    | Silver                                              | Silver  | Brons                                                   | Brons   |
| 6 kilometer    | Synskadade | Oksana Sjysjkova Ledsagare: Vitaliy Kazakov Ukraina     | 20.09,0 | Linn Kazmaier Ledsagare: Florian Baumann Tyskland   | 20.14,6 | Leonie Maria Walter Ledsagare: Pirmin Strecker Tyskland | 20.39,0 |
| 6 kilometer    | Sittande   | Oksana Masters USA                                      | 20.51,2 | Shan Yilin Kina                                     | 21.06,3 | Kendall Gretsch USA                                     | 21.52,9 |
| 6 kilometer    | Stående    | Guo Yujie Kina                                          | 19.43,3 | Ljudmyla Ljasjenko Ukraina                          | 19.51,7 | Zhao Zhiqing Kina                                       | 20.05,1 |
| 10 kilometer   | Synskadade | Leonie Maria Walter Ledsagare: Pirmin Strecker Tyskland | 40.56,2 | Oksana Sjysjkova Ledsagare: Vitaliy Kazakov Ukraina | 40.59,9 | Wang Yue Ledsagare: Li Yalin Kina                       | 42.50,3 |
| 10 kilometer   | Sittande   | Kendall Gretsch USA                                     | 33.12,3 | Oksana Masters USA                                  | 33.21,0 | Anja Wicker Tyskland                                    | 35.45,3 |
| 10 kilometer   | Stående    | Iryna Buj Ukraina                                       | 36.43,1 | Oleksandra Kononova Ukraina                         | 36.55,9 | Ljudmyla Ljasjenko Ukraina                              | 36.56,9 |
| 12,5 kilometer | Synskadade | Oksana Sjysjkova Ledsagare: Vitaliy Kazakov Ukraina     | 50.19,6 | Linn Kazmaier Ledsagare: Florian Baumann Tyskland   | 50.23,2 | Leonie Maria Walter Ledsagare: Pirmin Strecker Tyskland | 52.27,6 |
| 12,5 kilometer | Sittande   | Oksana Masters USA                                      | 41.17,9 | Kendall Gretsch USA                                 | 42.23,7 | Shan Yilin Kina                                         | 42.36,6 |
| 12,5 kilometer | Stående    | Ljudmyla Ljasjenko Ukraina                              | 47.22,0 | Zhao Zhiqing Kina                                   | 48.06,3 | Brittany Hudak Kanada                                   | 49.03,4 |

### Herrar
| Gren           | Klass      | Guld                                                  | Guld    | Silver                                                    | Silver  | Brons                                                  | Brons   |
| 6 kilometer    | Synskadade | Vitalij Lukjanenko Ledsagare: Borys Babar Ukraina     | 17.05,8 | Oleksandr Kazik Ledsagare: Serhii Kucheriavyi Ukraina     | 17.31,9 | Dmytro Suiarko Ledsagare: Oleksandr Nikonovych Ukraina | 17.33,3 |
| 6 kilometer    | Sittande   | Liu Zixu Kina                                         | 18.51,5 | Taras Rad Ukraina                                         | 19.09,0 | Liu Mengtao Kina                                       | 19.32,3 |
| 6 kilometer    | Stående    | Hryhorij Vovtjynskyj Ukraina                          | 16.17,6 | Marco Maier Tyskland                                      | 17.03,4 | Mark Arendz Kanada                                     | 17.13,6 |
| 10 kilometer   | Synskadade | Vitalij Lukjanenko Ledsagare: Borys Babar Ukraina     | 34.12,7 | Anatolij Kovalevskyj Ledsagare: Oleksandr Mukshyn Ukraina | 34.57,3 | Dmytro Sujarko Ledsagare: Oleksandr Nikonovych Ukraina | 35.30,9 |
| 10 kilometer   | Sittande   | Liu Mengtao Kina                                      | 30.37,7 | Martin Fleig Tyskland                                     | 31.23,7 | Taras Rad Ukraina                                      | 31.26,9 |
| 10 kilometer   | Stående    | Mark Arendz Kanada                                    | 31.45,2 | Hryhorij Vovtjynskyj Ukraina                              | 32.18,0 | Alexandr Gerlits Kazakstan                             | 33.06,5 |
| 12,5 kilometer | Synskadade | Oleksandr Kazik Ledsagare: Serhii Kucheriavyi Ukraina | 43.16,1 | Vitalij Lukjanenko Ledsagare: Borys Babar Ukraina         | 44.44,3 | Yu Shuang Ledsagare: Wang Guanyu Kina                  | 46.35,3 |
| 12,5 kilometer | Sittande   | Liu Mengtao Kina                                      | 38.29,4 | Taras Rad Ukraina                                         | 39.13,9 | Liu Zixu Kina                                          | 39.27,5 |
| 12,5 kilometer | Stående    | Benjamin Daviet Frankrike                             | 37.58,9 | Mark Arendz Kanada                                        | 40.13,0 | Hryhorij Vovtjynskyj Ukraina                           | 40.13,0 |

## Medaljtabell
*   Värdland ( Kina)
| Nr                  | Nation              | Guld | Silver | Brons | Totalt |
| ------------------- | ------------------- | ---- | ------ | ----- | ------ |
| 1                   | Ukraina             | 8    | 9      | 5     | 22     |
| 2                   | Kina*               | 4    | 2      | 6     | 12     |
| 3                   | USA                 | 3    | 2      | 1     | 6      |
| 4                   | Tyskland            | 1    | 4      | 3     | 8      |
| 5                   | Kanada              | 1    | 1      | 2     | 4      |
| 6                   | Frankrike           | 1    | 0      | 0     | 1      |
| 7                   | Kazakstan           | 0    | 0      | 1     | 1      |
| Totalt (7 nationer) | Totalt (7 nationer) | 18   | 18     | 18    | 54     |